# Sabarís (Bayona)
Sabarís es un lugar situado en la parroquia de Ramallosa, del municipio español de Bayona, en la provincia de Pontevedra, Galicia.

## Localización
Limítrofe con los municipios de Gondomar y Nigrán, los cuales junto con el de Bayona forman la comarca natural de Val Miñor.

## Toponimia
Según el catedrático Elixio Rivas Quintas (#), director del Instituto de Estudios Galegos Padre Sarmiento, Sabarís tiene un origen germánico, fue fundado por los Suevos con el nombre de Villa Sabaricii. Una villa en la época sueva era un tipo de poblamiento rural con fines fundamentalmente agrícolas.
La palabra sueva Sabaricii deriva de: Sabaria (lugar) + ric o rik (jefe) + -ii (perteneciente a) = Sabaricii > Sabariz > Sabarís; Villa Sabaricii significa por tanto “Villa del Jefe de Sabaria”. La región de Sabaria se encontraba en la actual provincia de Zamora y mitad occidental de Valladolid.
En el año 573, el rey visigodo Leovigildo, al mando de su ejército, conquista la región de Sabaria a los Suevos y destruye sus fortificaciones. La población sueva de Sabaria es desplazada hacia las otras tierras del Reino Suevo en donde fundan varias villas.
Según un extenso y riguroso estudio del vigués José de Santiago y Gómez, publicado en 1896, el origen toponímico de Sabarís es anterior a la ocupación sueva y se relaciona con las poblaciones griegas que junto a loas autóctonas celtas, fundaron colonias en las costas occidentales de Galicia. Según este autor, los focenses, que fueron los que más exploraron las costas de España, dieron nombre de Sabarís a un lugar inmediato a Adobriga (Bayona), derivado de "Sybaris", colonia griega de la cuenca del mediterráneo, por la fertididad del Valle Miñor, y la semejanza a la ciudad de Lucania, que dio nombre a los sibaritas, y que destruida,  sus moradores fundaron varias colonias en Italia y en España. "Historia de Vigo y su Comarca"  (Editorial Maxtor. 2006) de José de Santiago y Gómez, en su primera parte "Orígenes. Pueblos que habitaron Galicia hasta la invasión Germánica"

## Gentilicio
Tomando la palabra sueva se puede formar con el sufijo -ense un gentilicio culto de género neutro: Sabaricii + ense = Sabaricense. Totalmente correcto, pero al ser un gentilicio culto, no es recomendable usarlo para designar a las personas, sino sólo para las cosas de las personas o de la parroquia.
Con los sufijos -ino/-ina y -eño/-eña se forman los gentilicios: sabarisino/sabarisina y sabariseño/sabariseña, ambos son lingüísticamente correctos para designar a las personas de la parroquia de Sabarís.
Si bien el sufijo -ino tiene una implantación más antigua en Galicia que el sufijo -eño, sin embargo los habitantes de Sabarís se muestran reticentes a utilizar el gentilicio “sabarisino/a”, por ello se recomienda el uso del gentilicio “sabariseño/a”. El cual, además, estaría en consonancia con el gentilicio “gondomareño/a”, utilizado para los habitantes de Gondomar, localidad que también es de origen germánico, situada a tan sólo 4 km de Sabarís, dentro de Val Miñor (Valle Miñor).
Por otro lado, tal y como nos advierte Elías Domínguez, el gentilicio “sabaricano/a” formado por su similitud con “alaricano/a” de Allariz, es un error lingüístico provocado por un erudito local sobre un hipotético pero falso antecedente (Alaric –us) de la villa de Allariz.

## Historia

### Prehistoria (1.800.000a.C. - 600a.C.)
Sabarís fue fundado por los suevos en el año 573, tras ser expulsados de Sabaria por el rey visigodo Leovigildo. Pero la presencia humana en esta tierra es desde luego muy anterior a los Suevos. Dentro de los límites de la parroquia , en el lugar llamado “Outeiro dos Lameiros” (Monte dos Castros) se encontró en 1984 una estación de petroglifos, destacando un panel vertical con unos sesenta cuadrúpedos grabados de forma esquemática, que nos transportan a la Edad del Bronce (2.000 a. C.).
Todavía más antigua es una estación de microlitos de sílex con útiles del Homo sapiens, que se encontró en el estuario del Río Miñor y en la Marisma de la Ladeira, que nos remontan al período del Mesolítico (10.000 a. C. – 4.300 a. C.).

### Edad Antigua (600a.C. - 476d.C.)
En tiempo de los Celtas, los “Grobios” se asentaron en este valle, situándose uno de sus castros dentro de la parroquia de Sabarís, junto a Morade. La sierra y el río que nace en ella se llaman “Groba” en recuerdo de este pueblo. Plinio el Viejo menciona también la citania de “Abobriga” situada en frente a las islas Cíes; unos investigadores identificaron este poblado celta con el castro de Borreiros y otros con Sabarís.
Así llegamos a los Romanos, que en tiempos del emperador Adriano, trazaron una calzada bordeando la costa: XX Vía Militar llamada “Per Loca Marítima”, la cual pasaba por Sabarís en su camino a Tuy. Su antiguo trazado perdura en la memoria de los sabariseños, al que en la actualidad llaman: “Camiño Real” (Camino Real). Y todavía, se sigue llamando romanos a los puentes que cruzan los ríos: Miñor, Groba y Guillade, a pesar de ser posteriores. A esta época pertenecía también el ánfora encontrada en Sabarís en 1834.
Del tiempo de los romanos, era también la joven virgen Santa Cristina, patrona de la parroquia de Sabarís, que muere mártir en el año 304 en Bolsena (Toscana, Italia), a la temprana edad de 11 años.
Tras los Romanos llegaron los Suevos, que en el año 411 se asientan en el “Conventus Bracarensis” de la provincia romana de Gallaecia. Los Turoni, una tribu sueva, establecen en Val Miñor y Baixo Miño el “Condado de Turonium”.

### Alta Edad Media (476 - 1.000)
Con la caída del Imperio romano en el año 476, los Suevos y Visigodos consolidan sus correspondientes reinos en la península ibérica.
En el año 573 el rey visigodo Leovigildo realiza varias campañas militares contra la región de Sabaria, venciendo y expulsando a los Suevos. Poco después, en el 576, Leovigildo arrasa Sabaria: derriba todas sus fortificaciones y funda Villa Gothorum (actual Toro) en donde fija un campamento permanente para combatir a los Suevos e impedir que éstos la reconquistasen. Los Suevos desplazados de Sabaria se asientan en otras tierras del Reino Suevo, en donde fundan varias villas, escogiendo el tramo final del valle del río Groba, por donde además pasaba una antigua calzada romana, para fundar Sabarís.
Diez años más tarde, en el 586, el Reino Suevo sería anexionado por los Visigodos. Este otro pueblo germánico funda Panjón, Burgovedro, O Burgo, Gondomar, Torre, etc. Su presencia en Val Miñor es notoria, de ellos se conserva el Templo de San Pantaleón (Panjón) y las ruinas del Monasterio de San Cosme y San Damián (Bahíña).
En el siglo VIII los árabes irrumpen en la península ibérica. Su presencia en estas tierras fue muy breve, pero a pesar de ello se encontraron bastantes restos árabes en Panjón, y dejaron en la parroquia de Sabarís el topónimo de Morade (Moradi ).
A finales del siglo X, en el año 997, tuvo lugar la incursión de Almanzor en Galicia causando una ola de destrucción a su paso. Almanzor al mando de su ejército entró en Galicia por Tuy, tras causar la desolación en el norte de Portugal. Esta campaña se señala como posible causa de destrucción del antiguo puente de Ramallosa, reedificado de nuevo en el siglo XIII.

### Baja Edad Media (1.000 - 1.492)
Ya en la Baja Edad Media la primera referencia a esta parroquia data del siglo XII. En el año 1140, en una donación del rey Alfonso VII al Monasterio de Oia se mencionan los lugares de Moradi'' (Morade) y Auteirum (Outeiro) que limitaban con las tierras donadas al monasterio.
Fco. Ávila y Lacueva nos cuenta que en esta misma época, en un documento del 1 de diciembre de 1156 firmado por el obispo y el cabildo de Tuy, se hace mención expresa, en tierra de Miñor, a “Sancta Christina de Mineore” (Santa Cristina de Miñor). La iglesia de Santa Cristina de Miñor aparece también en documentos de 1244 y 1297, en donde se atestigua los derechos del obispado de Tuy sobre la misma. No se sabe cuándo Santa Cristina se constituyó exactamente en parroquia, pero su archivo data del siglo XVII.
En 1236 llega a Tuy D. Pedro González Telmo, más conocido por San Telmo, cuatro años más tarde moría en la misma ciudad. La leyenda cuenta que por mediación de este santo se acometió la reconstrucción del Puente Románico de La Ramallosa, sobre el cual obró uno de sus milagros durante una fuerte tormenta que hacía peligrar el puente.
En la Baja Edad Media, se considera también que hunde sus raíces el Mercado de Sabarís, el cual se celebraba inicialmente junto al viejo puente prerrománico o Ponte Vella, paso obligado para los transeúntes del Camiño Real, heredero de la antigua calzada romana. 

### Edad Moderna (1.492 - 1.789)
El 1 de marzo de 1493, Sabarís asistía en primera línea al desembarco de la Carabela la Pinta en el vecino puerto de Bayona, al mando de Martín Alonso Pinzón, quien comunicaba al Viejo Mundo la noticia de la llegada a las Indias navegando hacia el Oeste. Comienza así la Edad Moderna.
El 5 de febrero de 1497, los Reyes Católicos firmaban en Burgos una carta puebla concediendo a Bayona el privilegio de celebrar mercado todos los lunes del año en lo alto de Monte do Boi (Monterreal), prohibiendo el Mercado de Sabarís:

...al Concejo, justicia, regidores, oficiales y hombres buenos de la villa de VAIONA, salud y gracia. Bien sabedes coma Nos, viendo que cumplía a nuestro servicio y seguridad de la dicha villa, mandamos que la población de ella se pasase a la villa de Monte Real, al que solían llamar Monte de Boi... que para mejor e más pronto se pueble y noblesca la dicha villa de Monte Real debíamos de mandar que todos los mandamientos de pan, vino y otras cosas se vendiesen en dicha villa de Monte Real e no abajo en la Villa vieja...

Por “Villa vieja” los baioneses entendieron que se refería a Sabarís, puesto que desde entonces intentaron prohibir el Mercado de Sabarís en virtud a dicha carta puebla. En 1605, a solicitud de la Villa de Bayona, el rey Felipe III impuso una multa de 10.000 maravedíes para quien vendiese en el Mercado de Sabarís. En 1736, se volvió a intentar prohibir el Mercado de Sabarís, imponiéndose una multa de medio ducado y confiscándose la mercancía.
A pesar de las prohibiciones, el Mercado de Sabarís siguió realizándose, pero desde la carta puebla de Bayona otorgada por los Reyes Católicos, pasó a celebrarse todos los lunes del año.
A esta época se remontan los libros parroquiales de Santa Cristina que comienzan en el año 1627, fecha en la cual se supone que Sabarís se segregó de Borreiros para constituir su propia parroquia.

### Edad Contemporánea (sigloXIX)
El 12 de marzo de 1812 se promulga la Constitución Española en las Cortes de Cádiz. El Decreto de las Cortes del 23 de mayo fija las bases para dividir los partidos judiciales del Antiguo Régimen en Ayuntamientos Constitucionales.
Entre 1812-1814 se constituye el Municipio de Ramallosa, formado por las parroquias de Ramallosa, Sabarís y Borreiros. El retorno del rey Fernando VII deroga la Constitución y suprime los Ayuntamientos. En 1820, el pronunciamiento del coronel Rafael de Riego obligó al rey a jurar la Constitución, restableciéndose de nuevo el Municipio de Ramallosa. En 1823, un ejército de intervención extranjera restablece a Fernando VII, quien anula la Constitución, suprimiéndose definitivamente el Municipio de Ramallosa.
Durante el trienio liberal, 1820-1823, se construye una nueva carretera entre Ramallosa y Bayona, capitales de los sendos municipios recién creados. La cual pasa por el centro de Sabarís y transcurre paralela al viejo “Camiño Real”, que hasta entonces era la única vía que unía Sabarís con Baiona. Más tarde se continuaría hasta Vigo, formando la actual C-550.
El 4 y 15 de diciembre de 1823, la Villa de Bayona intenta de nuevo, mediante el uso de tropas, suspender la celebración del Mercado de Sabarís, decomisando 10 costales de maíz a José Victorio Fernández.
Tras la muerte de Fernando VII, comienza el reinado liberal de Isabel II, iniciándose nuevamente el proceso interrumpido de constitución de municipios. En 1835 el comisionado de Bayona remite al Gobernador una propuesta en la que figura el Municipio de Bayona compuesto por: Bayona, Bahíña y Baredo. Por su parte, los pedáneos de Sabarís, Belesar y Borreiros solicitan un municipio propio.
Finalmente, el 7 de diciembre de 1836, se publica en el Boletín Oficial de Pontevedra la constitución del nuevo Municipio de Bayona, en el que figuran las 5 parroquias actuales: Bayona, Bahíña, Baredo, Belesar y Sabarís.
El 18 de mayo de 1838, Bayona intentaría por última vez suspender el Mercado de Sabarís mediante el empleo de tropas, arrestando al sabariseño José Estévez por insultar y maltratar a los agentes. Fue tal la insistencia de los vendedores a comerciar en Sabarís que el mercado sobrevivió hasta nuestros días, desapareciendo en cambio el de Bayona.
Si en el primer tercio se formaron nuevos municipios, en la segunda mitad del siglo XIX le tocaría el turno a las parroquias. Durante el reinado de Isabel II, se firmó el concordato de 1851 entre la Santa Sede y el Estado español, por el que se acordó una nueva demarcación parroquial. En 1867 se concluyó el informe de los arreglos parroquiales, en el que se proponía por su proximidad que Viso de Calvos y Ramallosa pasasen a formar parte de la parroquia de Sabarís, pero la revolución liberal del año siguiente lo dejó sin validez.
En 1888 el obispo D. Fernando Hué Gutiérrez retoma los trabajos del arreglo diocesano. Lo cual desencadenaría las protestas de algunos vecinos de San Pedro, ya que Ramallosa pasaría a Santa Cristina. El párroco de Santa Cristina (Sabarís) en instancia dirigida al obispo acusa al cura de San Pedro de la oposición de sus feligreses para que Ramallosa no pase a formar parte de la parroquia de Santa Cristina. Pero este arreglo tampoco se llevaría a cabo. 
En 1898 se retoman los trabajos para llevar a efecto el arreglo parroquial de la Diócesis de Tuy. Ratificándose los arreglos anteriormente propuestos para Santa Cristina. En lo que respecta a Ramallosa dice lo siguiente:

Por más que los vecinos de Ramallosa, pertenecientes a la Parroquia de San Pedro, soliviantados por determinadas personas, protestan contra la separación de su parroquia, es de toda justicia agregarlo a la de Santa Cristina, a donde concurren siempre a cumplir con el precepto de oír la Santa Misa y a confesar muchas veces, hallándose muchos de aquellos vecinos inscritos en las asociaciones religiosas allí erigidas canónicamente, sin que sea impedimento para ello un puente que separa ambas parroquias pues es de muy sólida construcción y nunca impide paso con las avenidas…

Finalmente, el 16 de junio de 1904, se publica el Decreto definitivo de las modificaciones parroquiales de la Diócesis de Tuy. En el que Viso de Calvos pasa a formar parte de la parroquia de Santa Cristina, mientras que Ramallosa permanece en San Pedro.
En abril de 1882 un grupo de personas de diferentes localidades de Val Miñor fundó la sociedad denominada “Recreo de la Ramallosa”. Uno de los socios fundadores, Ramón Vidal Rodríguez, cede un terreno de su propiedad en Sabarís para la construcción de la sede, cuyo coste corre a cargo Julián Valverde Pérez. En el escudo de esta sociedad cultural, se muestra abajo el puente románico de Ramallosa, arriba una corona y en el centro se sitúan los escudos de Nigrán, Bayona y Gondomar, los tres municipios que conforman Val Miñor. Esta sociedad cambiará varias veces de nombre, llamándose en la actualidad: “Centro Recreativo, Deportivo y Cultural CASINO DE SABARÍS”.

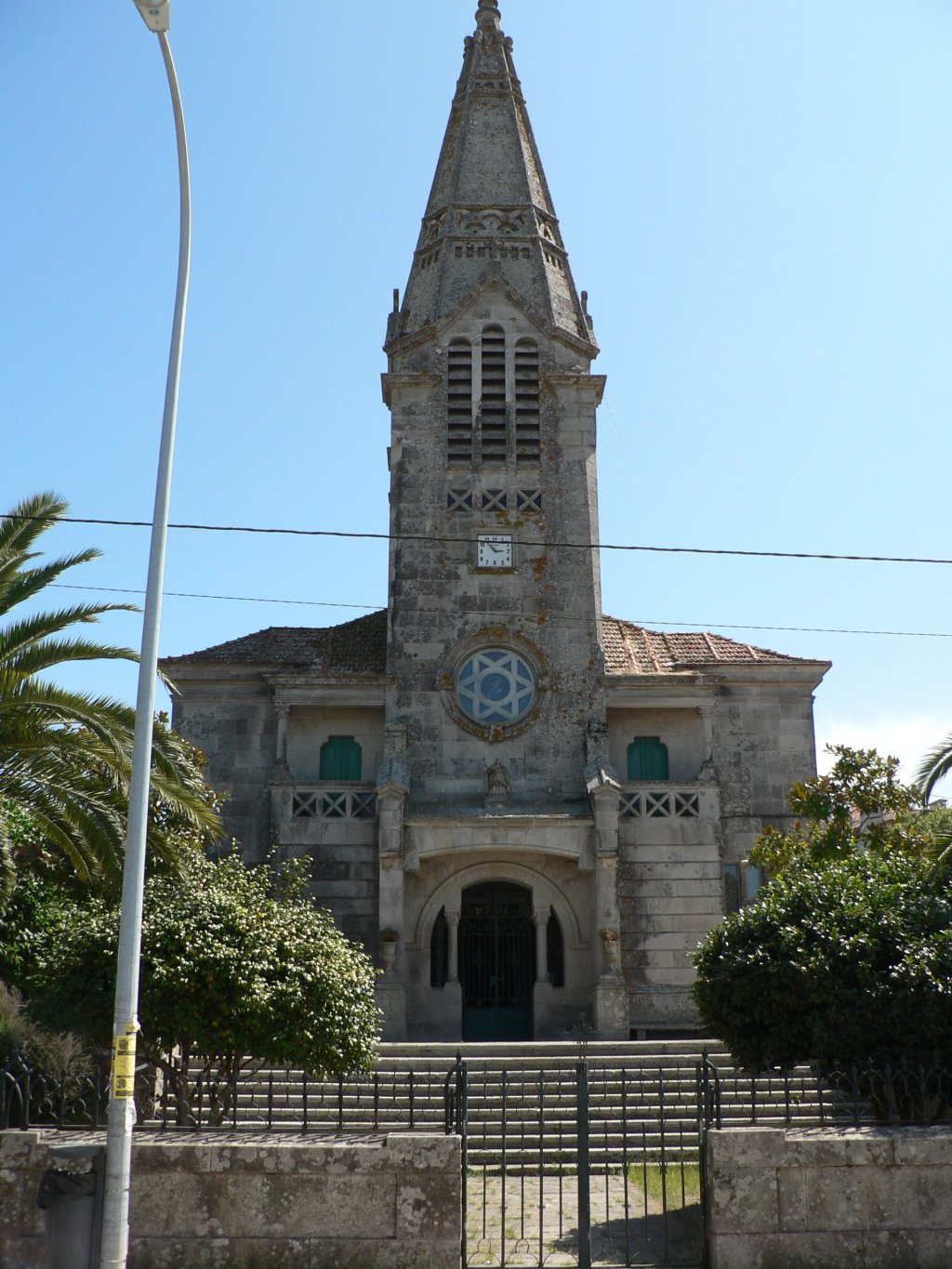
Iglesia de Santa Cristina.

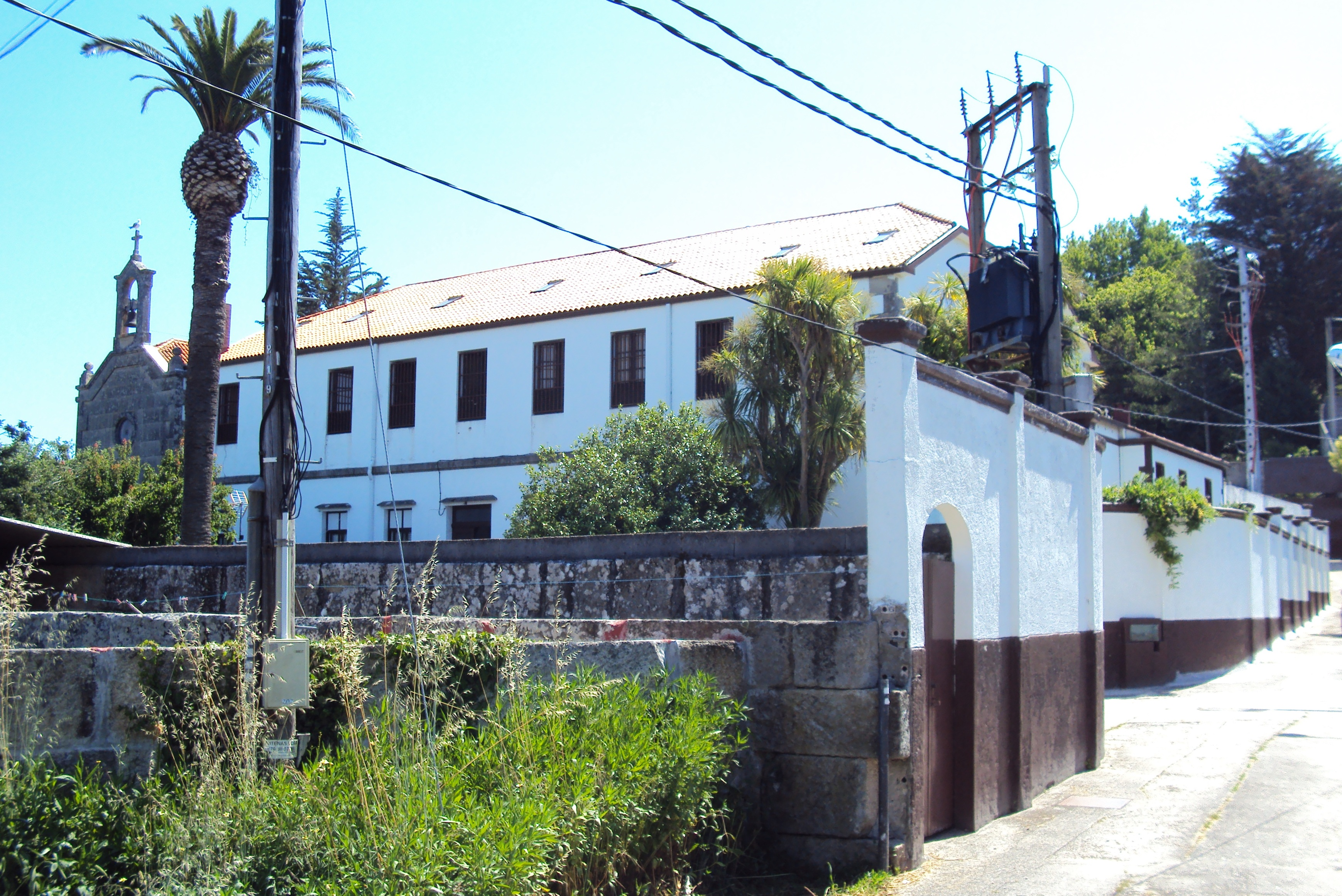
Monasterio de las carmelitas.

### Edad Contemporánea (sigloXX)
El 8 de noviembre de 1908, Sabarís asiste a la llegada de la corriente eléctrica. En el salto de agua de Pego Negro de Vilaza (Gondomar) se instala con éxito un generador eléctrico, siendo Bayona y Sabarís unas de las primeras poblaciones en beneficiarse del nuevo avance tecnológico.
A finales de la segunda década, tendría lugar uno de los acontecimientos más relevantes en la historia de Sabarís. En 1917 comenzarían los trabajos de construcción de la nueva iglesia, fruto de la donación de Julián Valverde Pérez y su esposa Victoria Rodríguez Cadaval. Proyectada por el arquitecto vigués José Franco Montes. La nueva iglesia se inauguraría el 19 de septiembre de 1920.
En los años 20 los sabariseños serían testigos de otro gran avance de la ciencia: el Tranvía. Nuevamente Julián Valverde Pérez sería el principal promotor, aportando el 75% del capital. El 3 de septiembre de 1926 se inauguraba el Tranvía Vigo-Ramallosa y poco después los tramos de Sabarís-Bayona y Gondomar. Este tranvía tenía dos apeaderos en Sabarís, uno en la plaza de Victoria Cadaval y el otro en el barrio de Área, costando 20 céntimos el trayecto de Sabarís a Bayona.
Por esta época se construye el Colegio Franciscano de primaria con su capilla en el barrio de la Iglesia, por iniciativa del sabariseño Eduardo Otero Pino, en terrenos de su propiedad. La enseñanza en esta escuela sería impartida por las religiosas Franciscanas Hospitalarias. En 1939, Eduardo Otero les comunica su intención de donar el colegio a la Orden del Carmen para que constituyan allí una comunidad. En 1940 las franciscanas entregan el colegio y se trasladan al barrio de Puerta del Sol, en donde abren una nueva escuela que funcionaría hasta 1971.
En 1947 llegan a Sabarís, procedentes del Carmelo de San José de Toro (Zamora), las cinco monjas fundadoras. Tras dos meses de trabajos para la adaptación del colegio a la vida de clausura, el 4 de agosto, después de una Misa pontifical celebrada por el Sr. Obispo, queda erigido y fundado: “el Monasterio de Carmelitas Descalzas de la Virgen del Carmen y San José de Sabarís”.
En 1956 tendría lugar otro hecho de gran importancia para Sabarís, se inaugura la nueva Plaza de Abastos, situada junto al puente viejo del río Groba y al lado de la plaza de Victoria Cadaval, en el mismo centro de Sabarís. El mercado es una constante en la historia de esta parroquia, a principios del siglo XX, el sabariseño Ulpiano Nogueira lo describía así:
“Sabarís puede conceptuarse como el primer centro de transacción comercial que existe en todo el valle. Su mercado semanal, de significativa importancia, es la principal fuente de riqueza que aquí existe, siendo además de suma y útil comodidad para nuestro campesino, que obligado a permanecer toda la semana en lugares lejanos dedicado a labores agrícolas, encuentra en día fijo un centro de contratación donde puede ventajosamente ofrecer sus mercancías...”
En el aspecto deportivo destaca la fundación en 1961 del equipo de fútbol el “Rápido de Sabarís FC”. Los colores del equipo eran franjas verticales amarillas y negras. Jugaban en un campo que se encontraba en el descampado junto al Camping Ladeira, hoy ocupado en gran parte por edificaciones y por la nueva carretera.
Entre 1966-1967 Carlos Blanco Durán, en representación de la fundación benéfico-docente “Santísima Virgen de los Dolores”, compra varios terrenos en el barrio de Punxido. Este terreno es donado por la fundación al Ayuntamiento de Bayona para la construcción de un nuevo centro escolar, que se inauguraría en el curso académico 1972-1973 con el nombre de “Graduada Comarcal de Sabarís”.
En 1973 el nuevo centro pasa a denominarse “Colegio Nacional Mixto”, nombre que cambiaría en 1982 por el de “Colegio Público de Sabarís”. En 1997 el Colegio de Sabarís recibe la nueva denominación de “Centro de Enseñanza Primaria de Sabarís” (CEP), nombre que conservará hasta la actualidad. En septiembre de 2000 comienza la construcción de un nuevo colegio en Sabarís, que se levanta en el mismo sitio que el anterior. Con el inicio del curso 2001-2002 se inaugura el nuevo colegio, celebrándose el 14 de diciembre de 2001 una “jornada de puertas abiertas” para mostrarlo a los sabariseños.
El 10 de julio de 1999, el Príncipe de Asturias don Felipe de Borbón, visita Sabarís en donde asiste a la boda de su amigo y compañero de regatas en el “Aifos”, Francisco Javier Pérez Villalonga quién contrae matrimonio con la sabariseña Ángeles Quiroga Giráldez, oficiándose la ceremonia en la elegante Iglesia ecléctica de Sabarís.
El 21 de octubre del 2006 se inaugura el Centro Antena “A Foz do Miñor” en la Casa Rosa de Sabarís, un centro social y de formación de nuevas tecnologías. Entre sus instalaciones cuenta con un aula de informática en donde se imparten cursos formativos para facilitar el acceso de los sabariseños a las nuevas tecnologías de la comunicación, necesarias hoy en día para conseguir una formación integral de cara al acceso a un puesto de trabajo. También desempeñará la labor de difusión y sensibilización sobre el medio rural y cualquier acción que sirva para alcanzar un mayor desarrollo de Sabarís.

## Demografía
| Gráfica de evolución demográfica de Sabarís entre 2000 y 2023 |
|                                                               |
| Datos según el nomenclátor publicado por el INE.              |

```
david de mos
```

## Patrimonio
El 25 de febrero de 1993 en virtud del Decreto 48/1993, el casco antiguo de Sabarís, junto con el de O Burgo y Bayona, fue declarado “Conjunto de Interés Histórico Artístico”.
El 31 de agosto de 2006 se aprobó un fondo, solicitado por la Mancomunidad de Montes de Sabarís, del programa europeo PRODER Vigo II para reacondicionar el Conjunto Arqueológico de Petroglifos de Outeiro dos Lameiros, con el fin de transformarlo en el primer museo de todo el Valle Miñor. El arqueólogo y director del proyecto, Xosé Lois Vilar (#), informa que la pared vertical de 10 × 3 m, con un numeroso grupo de petroglifos formado por unos 60 cuadrúpedos, una figura estrelliforme y varias figuras abstractas, representa el mejor conjunto de arte esquemático del noroeste peninsular.
Siguiendo por la ruta histórica del “Camiño Real”, que transcurre por el mismo trazado que la antigua calzada romana, nos encontramos con varios edificios destacados de la arquitectura sabaricense. Si comenzamos el recorrido partiendo de Tuy, entramos en Sabarís por el barrio de “Cristo Rei” (Cristo Rey) que toma su nombre del pazo que fuera propiedad del sacerdote Julio Restal Cortés, quien construyó en los años 50 la capilla de estilo neorrománico dedicada a Cristo Rey, con la torre del campanario exenta de estilo neogótico, imitando a la iglesia de Santa Cristina.
Muy próxima al pazo se levanta la fuente renacentista del “Pombal”, que sin lugar a dudas es la de mayor valor arquitectónico de todo Val Miñor. Construida en torno a 1560, durante el reinado de Felipe II (1527-1598), cuyo escudo puede contemplarse en la fachada de la fuente.
A continuación nos encontramos con el crucero de “Cristo do Loureiro”, adquirido por la sabariseña Antonia González López durante la desamortización de Mendizábal (1835-1843). Antonia González reconstruye el crucero dentro de su finca colindante con el Camiño Real, una casa típica tradicional gallega de piedra labrada con patín, desaparecida hace pocos años por la vorágine urbanística de principios del siglo XXI; crucero que da nombre al siguiente barrio de Sabarís, el “barrio do Cruceiro”.
Así llegamos al puente románico del siglo XII sobre el río Guillade, conocido como “Ponte Nova” (puente nuevo), de tres ojos trazados con bóvedas de medio punto en perfecta sillería con su clave central. Puente que todavía sufre el paso de tráfico rodado (#). Por supuesto ahora nos encontramos en el barrio de Ponte Nova. Aquí podemos contemplar también, una serie de casas de alto valor arquitectónico de estilo indiano con sus típicas galerías, construidas en el siglo XIX por emigrantes retornados, que hicieron fortuna en América o Indias Occidentales.
Ulpiano Nogueira las describía así: “Los diferentes y numerosos capitales aportados de América por los que emigraron a aquel país en juveniles años, contribuyen principalmente al engrandecimiento y floreciente estado de este rincón donde han nacido…”
El siguiente paso por el Camiño Real nos lleva al barrio de “Porta do Sol” (puerta del Sol), antigua entrada oeste a la villa de Sabarís. Aquí destaca la casa palaciega de Nogueira, conocida como “Villa María”, también de estilo indiano del siglo XIX, restaurada recientemente. A unos 200 m se encuentra el viejo edificio que albergó el colegio de las Monjas Franciscanas entre 1940 y 1971, hoy reconvertido en un complejo residencial.
Tras pasar unas cuantas casas más alcanzamos el centro de Sabarís, en donde se levanta el Mercado, un edificio moderno de los años 50, junto al puente prerrománico del siglo X sobre el río Groba, conocido como “Ponte Vella” (puente viejo), del que se conserva únicamente el ojo central, debido a los rellenos laterales que ocultaron los demás ojos. Es una bóveda de cañón de medio punto, aunque en la actualidad aparenta ser rebajada, por causa de los depósitos del río que elevaron el lecho ocultando el arranque de la bóveda. En el centro de la misma se observa que hay dos dovelas con una junta al medio, característico del periodo prerrománico, más tarde con el románico serían reemplazadas por una única dovela llamada clave. El extremo oeste del puente fue parcialmente destruido, por la construcción de la carretera de Belesar.
El viejo puente da paso a la plaza de Victoria Cadaval, en donde observamos junto al río una casa de estilo indiano y a continuación varias casas tradicionales gallegas que forman un conjunto de gran valor artístico. En frente a éstas se contempla una antigua fuente construida en 1928 que proporciona más belleza al entorno.
De aquí, el Camiño Real parte hacia Viso de Calvos, localidad en donde se conservan varias casas tradicionales gallegas y los restos de una antigua capilla gótica que según Ávila Lacueva antiguamente se encontraba en el centro de Sabarís, pero fue vendida y desmontada con la desamortización de Mendizábal en el siglo XIX. Esta capilla estaba dedicada a Santo Domingo de Guzmán, cuya escultura se encuentra en el muro de la fábrica de gaseosas.
El Camiño Real nos lleva ya al final de su recorrido por la Parroquia de Sabarís, de Viso de Calvos baja hasta el pazo barroco de Cadaval, construido en el siglo XVIII por Pedro Cadaval San Román. En la fachada cuelgan varios escudos nobiliarios que delatan los sucesivos propietarios por los que pasó.

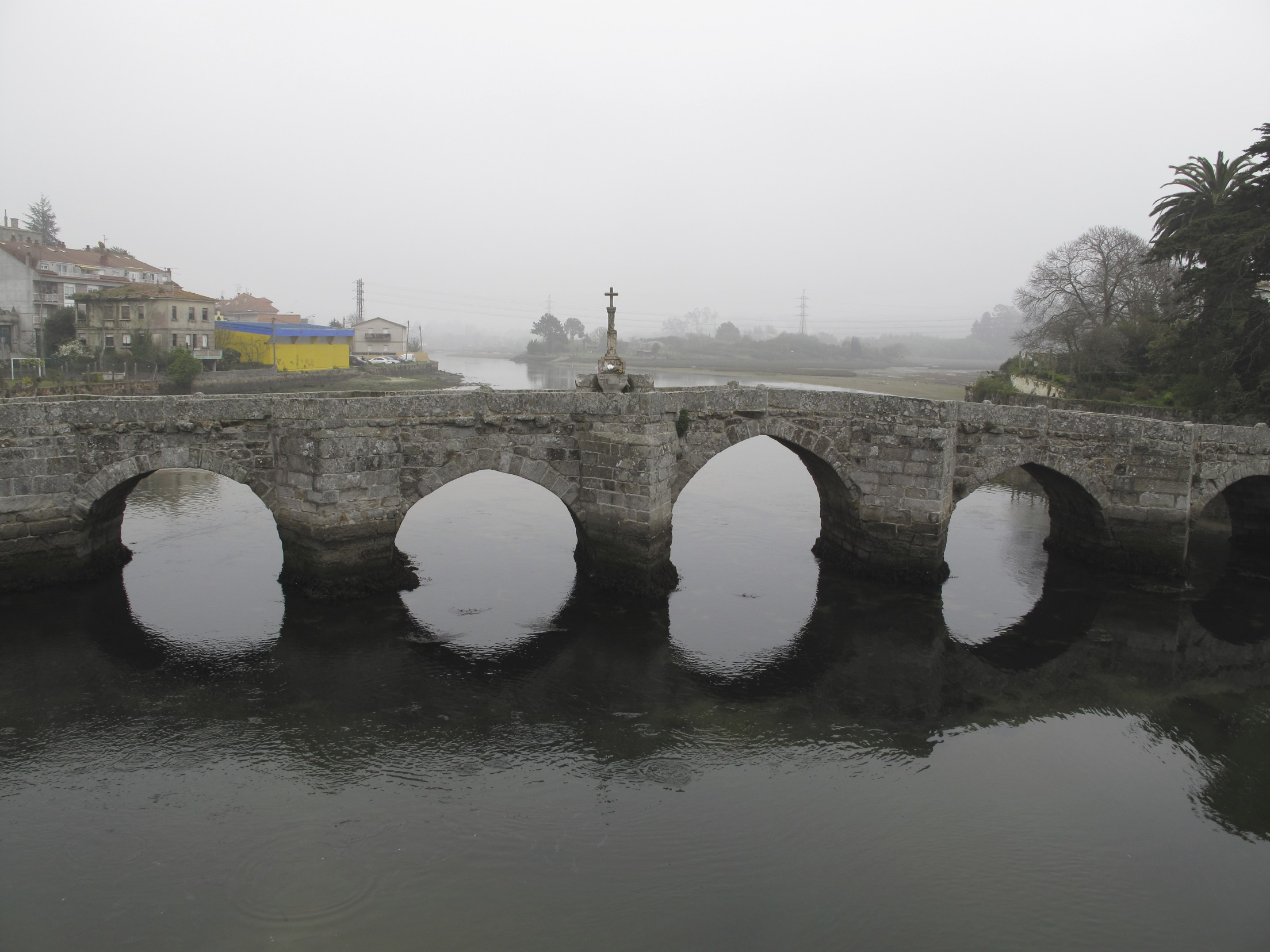
Puente románico sobre el río Miñor, que une Sabarís (Bayona) con La Ramallosa (Nigrán).

Junto al pazo se encuentra el puente románico del siglo XIII sobre el río Miñor, conocido como “Puente de la Ramallosa”, que une Sabarís con la localidad vecina de Ramallosa (Nigrán), de donde toma su nombre. Este puente es llamado muchas veces “Puente romano”, pero a todas luces es un puente medieval por su perfil de lomo de asno, es decir, el centro está más elevado que los extremos y por tanto el arco central es mayor que los laterales. Los romanos en cambio construían los puentes de perfil horizontal y por tanto los arcos eran todos iguales, técnica que se retomaría con el renacimiento. El puente está compuesto por 10 ojos en donde se superponen al menos dos estilos, los más antiguos son de características similares al puente viejo de Sabarís y por tanto prerrománicos, mientras que los más recientes están ligeramente apuntados, como corresponde al románico tardío o cisterciense de la primera mitad del siglo XIII.
Fuera de este recorrido por el que nos llevó el Camiño Real, quedan algunas obras arquitectónicas importantes. El edificio de la iglesia de Santa Cristina es el más significativo de la parroquia, de estilo ecléctico, etapa final del Romanticismo, construida entre 1917 y 1920 según diseño del arquitecto vigués José F. Montes. Este arquitecto se decidió por un estilo Ecléctico de influencia francesa para la iglesia de Sabarís, en donde mezcló el neogótico de la imponente torre apuntada del campanario con el neorrománico de la nave principal, transeptos y cabecera de la iglesia. Como estilos secundarios utilizó ornamentos neovisigóticos en los ventanales de la nave principal, el neobarroco en la sacristía, el neoflamenco en el muro testero escalonado que delimita la cabecera y hasta incluyó algunas trazas modernistas en la fachada principal.
En la sacristía de esta iglesia se conserva además un antiguo pórtico románico del siglo XII de la iglesia anterior, que fue desmontada en 1917 y su piedra utilizada en la construcción de la actual. También se conservan algunos canecillos incrustados en el muro posterior, así como la hornacina que contenía la escultura barroca de Santa Cristina, la cual fue colocada sobre la entrada por el párroco D. Juan Iglesias Freijanes. El cementerio que se encontraba junto a la vieja iglesia fue trasladado en 1901 al barrio de Área (Arena), en donde se levantó una pequeña capilla modernista.
Junto a la iglesia, al sur se encuentra el Pazo de Sabarís, obra barroca del siglo XVIII de construcción sólida y con una gran balconada, hoy convertido en Casa Rectoral. Y al norte está la antigua casa de Julián Valverde y Victoria Cadaval, construida a finales del siglo XIX con el estilo indiano, siguiendo los cánones románticos de los burgueses de la época. Continuando por esta calle hacia el centro de Sabarís nos encontramos con una larga hilera de casas de trazado cuidado en concordancia con la iglesia y casa de Valverde que forman un bello conjunto arquitectónico.
Concluimos este viaje por la arquitectura sabaricense con la casa palaciega de Otero del siglo XIX, que sufrió una agresiva restauración en los años 80, alterándola de manera significativa hasta el punto de perder la configuración artística que caracteriza este tipo de edificaciones. Y en frente tenemos el austero Monasterio de Carmelitas Descalzas de corte clásico, construido a principios del siglo XX, primero fue un colegio hasta 1940 y después reconvertido en monasterio en 1947.
Como puede comprobarse, los períodos más fecundos de la arquitectura sabaricense, corresponden al Románico en la Edad Media (S.XI-XIII) y al Romanticismo en la Edad Contemporánea, segunda mitad del siglo XIX y principios del siglo XX.

## Urbanismo
El pueblo de Sabarís está atravesado por una carretera autonómica de segundo orden la C-550. De esta carretera parten tres de tercer orden que comunican el pueblo con las aldeas del interior. Entre la primera y estas últimas se teje una red de vías urbanas y rurales que unen las zonas residenciales. En 1992, se inaugura el tramo de Ramallosa–Sabarís de la nueva variante por costa de la carretera C-550, abriéndose así una nueva calle en Sabarís que recibirá el nombre de Avenida Foz do Miñor. Carretera que se completaría en dirección a Bayona con la apertura en el 2002 de una nueva y amplia calle en el barrio de Área con la denominación de “Avenida Urbana Sabarís”. Finalmente, entre 1995-1999 se construyó la Autopista A-9 que pasa por la parroquia bordeando las zonas pobladas y que dispone de una salida al centro de Sabarís.
La gran mayoría de las viviendas en la parroquia de Sabarís son de 2 plantas. En la zona urbana aparecen algunas construcciones de más alturas, de 3, 4 y hasta 5 plantas, pero sigue dominando la vivienda de 2 plantas; los edificios de 1 planta no son frecuentes. En la zona rural solo encontramos casas de 2 y a veces 1 planta, en raras ocasiones se pueden ver construcciones de 3 plantas.

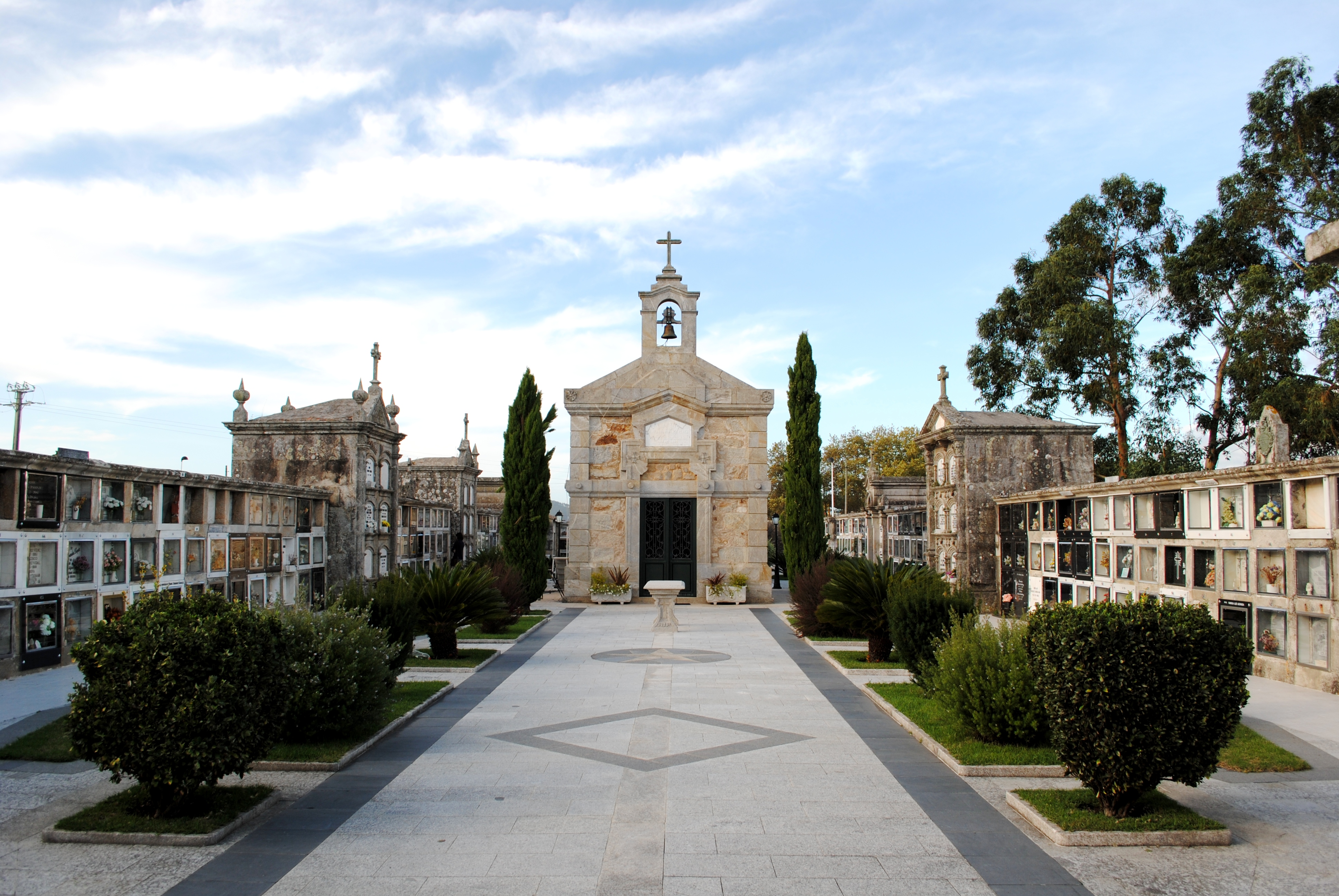
Cementerio.

La función más frecuente es de vivienda o residencia, también aparecen el doble uso de vivienda y comercio, vivienda y servicio. En menor medida encontramos construcciones de uso único que no sea el de vivienda, se trata de edificios de carácter público: la iglesia, el cementerio, tanatorio, el colegio, la plaza de abastos; con fines deportivos: pabellón de tenis, piscina, campo de bolos, campo de fútbol; o de hostelería: Camping Bayona Playa, Camping Ladeira, Hostal Las Garzas, Hotel Arce y Hotel EntreRobles. En la zona rural predomina la vivienda con construcciones anexas.
Entre las construcciones anexas destaca el hórreo, construcción tradicional gallega, que consiste en graneros suspendidos sobre pilares para evitar la humedad y los roedores. En la parroquia de Sabarís se encuentran sobre todo hórreos mixtos del tipo Pontevedra, es decir, estructura de piedra y cerramiento con tablillas verticales. Es frecuente ver la variante Tudense, que se caracteriza por trasladar la entrada de los testeros a un costado. También se observan algunos palomares tradicionales, como el de Giraldez Vidal en Outeiro. Hay además varios molinos de agua en las riberas de los ríos Guillade y Groba, hoy en desuso, si bien los del río Guillade están mejor conservados.
La gran demanda inmobiliaria del turismo ha provocado en los últimos años una gran explotación urbanística, transformando el paisaje, llenándolo de nuevas edificaciones destinadas a segunda vivienda.
Es famoso el gran mercado de los lunes; muy concurrido, sobre todo en verano, debido a la masiva afluencia de turistas de los alrededores.
En octubre de 2006, tras unas lluvias torrenciales y el desbordamiento del río Groba, se sufrieron unas graves inundaciones de lodo, debidas en parte a que los intensos incendios forestales de la época estival anterior habían acabado con la vegetación, que en otras condiciones hubiera frenado el transcurso del agua desde la Sierra de la Groba hacia el pueblo.